# 壱日千次
壱日 千次（いちにち せんじ）は、日本のライトノベル作家。宮城県出身。

## 来歴
2010年、『ハチカヅキ！』（刊行時『社会的には死んでも君を！』に改題）で、第6回MF文庫Jライトノベル新人賞佳作（メディアファクトリー主催）を受賞しデビューする。

## 作品リスト

### 小説
- 社会的には死んでも君を!シリーズ（2010年 - 2012年、MF文庫J、イラスト：明星かがよ）
  1. 2010年11月発売、ISBN 978-4-8401-3583-2
  2. 2011年3月発売、ISBN 978-4-8401-3822-2
  3. 2011年9月発売、ISBN 978-4-8401-4242-7
- ひきこもりパンデモニウムシリーズ（2013年 - 2014年、MF文庫J、イラスト：うすめ四郎）
  1. 2013年8月22日頃発売、ISBN 978-4-8401-5291-4
  2. 2014年1月24日頃発売、ISBN 978-4-04-066153-7
- 魔剣の軍師と虹の兵団シリーズ（2015年 - 2016年、MF文庫J、イラスト：おりょう）
  1. 2015年1月発売、ISBN 978-4-04-067351-6
  2. 2015年4月24日頃発売、ISBN 978-4-04-067608-1
  3. 2015年8月25日頃発売、ISBN 978-4-04-067768-2
  4. 2016年1月21日頃発売、ISBN 978-4-04-068019-4
- 三千世界の英雄王＜レイズナー＞（2016年 - 2017年、MF文庫J、イラスト：おりょう）
  1. 2016年7月21日発売、ISBN 978-4-04-068336-2
  2. 2016年11月25日発売、ISBN 978-4-04-068750-6
  3. 2017年3月25日発売、ISBN 978-4-04-069152-7
- バブみネーター（2017年、MF文庫J、イラスト：かとろく）
  - 2017年9月25日発売、ISBN 978-4-04-069454-2
- 魔法塾 生涯777連敗の魔術師だった私がニート講師のおかげで飛躍できました。（2017年 、MF文庫J、イラスト：リン☆ユウ）
  - 2017年10月25日発売、ISBN 978-4-04-069510-5
- 俺のお嬢様と天使と悪魔が生徒会で修羅場ってる!（2018年 、MF文庫J、イラスト：ぱん）
  - 2018年10月25日発売、ISBN 978-4-04-065238-2
- 勇者よ、たのむからオレでなく魔王さまに惚れてくれ! 絶体絶命の魔軍参謀（2018年 、ファミ通文庫、イラスト：雛咲）
  - 2018年10月30日発売、ISBN 978-4-04-735365-7
- 朝日奈さんクエスト センパイ、私を一つだけ褒めてみてください（2020年、ファミ通文庫、イラスト：U35）
  - 2020年4月30日発売、ISBN 978-4-04-736063-1
- 五人一役でも君が好き（2021年、MF文庫J、イラスト：うなさか）
  - 2021年7月21日発売、ISBN 978-4-04-680606-2
- 全力回避フラグちゃん!（2021年 - 、MF文庫J、イラスト：さとうぽて）
- 荒廃したゾンビ世界を50日間生き残る〜迎撃編〜 ヘガデルのブラックな会社（2025年 - 、MF文庫J、イラスト：へいろー、原作：Hegadel）
  1. 2025年4月25日発売、ISBN 978-4-04-684805-5

### 漫画
- 香好さんはかぎまわる（2019年 - 2020年（ComicWalker連載）、MFC、作画：赤秩父） ※原作担当
  - 2020年2月22日発売、ISBN 978-4-04-064357-1